# Диедар
У геометрији диедар је унија две полуравни са заједничком почетном правом и дела простора који оне одређују. Такве полуравни чине диедарску површ, а деле простор на два дисјунктна скупа, који се још називају и диедарским областима. Диедарска површ увек одређује два диедра, један конвексан и један неконвексан.
На пример, свака страница коцке са себи суседном гради диедар.